# Premi sense goig
Premi sense goig - Tristos records és una pintura sobre tela feta per Onofre Garí i Torrent el 1895 i que es troba conservada actualment a la Biblioteca Museu Víctor Balaguer, amb el número de registre 254 d'ençà que va ingressar el juliol de 1901, donada pel mateix artista.

## Descripció
Representació de l'interior d'una casa de pescadors de la Barceloneta, en el moment en què un jove mariner acaba d'entregar a la família d'un company mort a la guerra les seves últimes pertinences. La germana d'aquest és agenollada a terra tot mirant la camisa amb la medalla al Mérit Naval. Contemplen l'escena el pare, assegut al costat de la porta, la mare plorant a l'entrada i uns veïns situats darrere la porta de vidre de la casa.

## Inscripció
Al quadre es pot llegir la inscripció "O. GARI TORRENT"; "1895".